# Жирков, Александр Николаевич
Александр Николаевич Жирков (род. 1956) — российский политический и общественный деятель, Народный депутат Государственного Собрания (Ил Тумэн) Республики Саха (Якутия) I, II, III, IV, V и VI созыва, Председатель V созыва.

## Биография
Жирков Александр Николаевич родился 1 января 1956 года в Ольтехском наслеге Усть-Алданского района Якутской АССР.
В 1981 году окончил с отличием историческое отделение Якутского государственного университета, в 1985 году — аспирантуру, в 1987 году в Иркутском государственном университете им. А. А. Жданова защитил диссертацию на соискание ученой степени кандидата исторических наук. Имеет ученое звание доцента.
- 1973—1974 гг. — рабочий совхоза «Лена» Усть-Алданского района;
- 1974—1976 гг. — служба в рядах Советской Армии;
- 1976—1981 гг. — студент Якутского государственного университета;
- 1981—1987 гг. — аспирант, ассистент кафедры истории СССР Якутского государственного университета;
- 1987—1989 гг. — заместитель редактора газеты «Эдэр коммунист»;
- 1989—1994 гг. — старший преподаватель, доцент кафедры истории и культуры Якутии и народностей Северо-Востока России Якутского государственного университета им. М. К. Аммосова;
- 1994—1998 гг. — народный депутат Республики Саха (Якутия) первого созыва, председатель постоянного комитета Палаты Представителей Государственного Собрания (Ил Тумэн) Республики Саха (Якутия) по делам науки, образования, культуры, здравоохранения и молодежи;
- 1998—2003 гг. — народный депутат Республики Саха (Якутия) второго созыва, председатель постоянного комитета Палаты Представителей Государственного Собрания (Ил Тумэн) Республики Саха (Якутия) по науке, образованию, здравоохранению и культуре;
- 2003—2008 гг. — народный депутат Республики Саха (Якутия) третьего созыва, председатель постоянного комитета Государственного Собрания (Ил Тумэн) Республики Саха (Якутия) по науке, образованию, культуре и средствам массовой информации;
- 2008—2013 гг. — народный депутат Республики Саха (Якутия) четвертого созыва, заместитель Председателя Государственного Собрания (Ил Тумэн) Республики Саха (Якутия);
- со 2 октября 2013 года — по настоящее время — Председатель Государственного Собрания (Ил Тумэн) Республики Саха (Якутия) пятого созыва.[1]

Член Совета законодателей Российской Федерации при Федеральном Собрании Российской Федерации, член Ассамблеи российских законодателей при Государственной Думе Федерального Собрания РФ, член Парламентской Ассоциации «Дальний Восток и Забайкалье». Вице-президент Международной ассоциации «Эпосы народов мира», член Международного совета музеев — ИКОМ России, председатель Национального организационного комитета Республики Саха (Якутия) по подготовке и проведению первого и второго Десятилетий Олонхо, член Ученого совета Северо-Восточного федерального университета им. М. К. Аммосова. Председатель, с 2014 года почетный президент Союза агропрофилированных школ Республики Саха (Якутия).
Как вице-президент Международной ассоциации «Эпосы народов мира» Александр Жирков является одним из организаторов международных конференций и фестивалей по эпическому наследию народов мира в Российской Федерации и за рубежом. По авторскому проекту и под его редакцией в 2014 году осуществлено издание первого — начального тома международной книжной серии «Эпические памятники народов мира» — кыргызского эпоса «Манас» на русском и на якутском языках, якутский эпос «Ньургун Боотур Стремительный» переведен на кыргызский язык.
В конкурсе лучших изданий 2015 года, организованном Ассоциацией книгоиздателей (АСКИ) России, книга «Манас: героический эпос кыргызов» признана лучшей в номинации «Лучшее издание, вносящее вклад в диалог культур». Проект получил также широкий международный отклик. Бюро ЮНЕСКО в Москве отметило эту работу дипломом «За лучшее издание 2015 года, вносящее значительный вклад в диалог культур и поддержку нематериального культурного наследия».
В течение последних лет под руководством Александра Жиркова ведутся работы по поиску и сбору материалов для составления международного иллюстрированного каталога «Материальная и духовная культура народов Якутии XVII — начала XX вв. в музеях мира».
По его инициативе ведется целенаправленная работа по воссозданию истории национального театрального искусства республики. Под его руководством издана «Антология Саха театра» в трех книгах, начато издание «Ежегодников» Саха академического театра им. П. А. Ойунского (в 2014 году издана вторая книга «Ежегодника»). Проект «Антология Саха театра» в трех книгах была представлена на XXIV Московской международной книжной выставке-ярмарке в 2011 году и удостоена звания лауреата Национального конкурса России «Книга года» в престижной для книгоиздателей номинации «HUMANITAS».
С сентября 2010 года назначен председателем Национального организационного комитета по подготовке и проведению первого Десятилетия Олонхо (2010—2015 гг.) в Республике Саха (Якутия), провозглашенного ЮНЕСКО в ноябре 2005 года шедевром устного и нематериального наследия человечества. В июне 2015 г. утвержден председателем Национального организационного комитета по подготовке и проведению второго Десятилетия Олонхо на 2016—2025 годы.

## Награды и звания
- Орден Дружбы (5 августа 2011) — за активное участие в законотворческой деятельности и многолетнюю добросовестную работу[12]
- Медаль «Данк» (18 апреля 2015, Кыргызстан) — за значительный вклад в укрепление дружбы и общественно-культурных связей между Кыргызской Республикой и Республикой Саха (Якутия)[13]
- Медаль «Совет Федерации. 20 лет» (2013)
- Знак отличия Республики Саха (Якутия) «Гражданская доблесть» (2006)
- Заслуженный работник народного хозяйства Республики Саха (Якутия) (2004)
- Почётный гражданин Республики Саха (Якутия) (25 сентября 2018) — за значительный вклад в развитие государственности Республики Саха (Якутия), института парламентаризма и многолетнюю плодотворную общественно-политическую деятельность
- Почётный гражданин Усть-Алданского (2003), Сунтарского (2010), Момского (2010), Горного (2011) и Намского (2012) улусов.[1]
- Государственная премия Республики Саха (Якутия) им. М. К. Аммосова (2015)
- Лауреат Государственной премии Республики Саха (Якутия) имени П. А. Ойунского (2011)
- Лауреат премии Государственного Собрания (Ил Тумэн) в области журналистики им. А. П. Илларионова (2002)
- Лауреат премии I Всероссийского конкурса краеведческой литературы «Наше культурное наследие» (2007)
- Почётный знак Совета Федерации Федерального Собрания Российской Федерации «За заслуги в развитии парламентаризма» (2009)